# Giải bóng đá Vô địch U-21 Quốc gia 2022
Giải bóng đá Vô địch U-21 Quốc gia 2022, tên gọi chính thức là Giải bóng đá Vô địch U-21 Quốc gia Thanh Niên 2022, là mùa giải thứ 26 của Giải bóng đá Vô địch U-21 Quốc gia do Liên đoàn bóng đá Việt Nam (VFF) và báo Thanh Niên phối hợp tổ chức. Mùa giải lần này diễn ra theo hai giai đoạn, với giai đoạn vòng loại từ ngày 8 tháng 11 đến ngày 18 tháng 11 năm 2022. Vòng chung kết của giải, gồm 12 đội bóng, được tổ chức tại Nghệ An và Hà Tĩnh từ ngày 17 tháng 12 đến ngày 30 tháng 12 năm 2022.
Đây là lần đầu tiên vòng chung kết của giải đấu quy tụ 12 đội bóng cùng tranh tài, cũng là lần đầu tiên vòng chung kết được đồng đăng cai bởi hai địa phương.

## Vòng loại
Vòng loại khởi tranh từ ngày 8 tháng 11 đến ngày 18 tháng 11 năm 2022. 22 đội tham dự vòng loại sẽ chia làm 4 bảng (2 bảng 5 đội và 2 bảng 6 đội) thi đấu vòng tròn 1 lượt tính điểm. 4 đội nhất bảng, 4 đội nhì bảng, 2 đội xếp thứ 3 có thành tích tốt nhất trong 4 bảng vòng loại cùng với 2 đội chủ nhà là Sông Lam Nghệ An và Hồng Lĩnh Hà Tĩnh sẽ tham dự vòng chung kết diễn ra từ ngày 13 tháng 12 đến ngày 30 tháng 12 năm 2022.

### Bảng A
Bảng A do Trung tâm thể thao Viettel đăng cai tổ chức gồm các đội: U-21 Công an Nhân dân, U-21 Hà Nội, U-21 Đông Á Thanh Hóa, U-21 Hải Phòng, U-21 Phố Hiến và U-21 Viettel.
| VT | Đội              | ST | T | H | B | BT | BB | HS  | Đ  | Giành quyền tham dự |
| -- | ---------------- | -- | - | - | - | -- | -- | --- | -- | ------------------- |
| 1  | Viettel (H)      | 5  | 3 | 2 | 0 | 11 | 4  | +7  | 11 | Vòng Chung Kết      |
| 2  | Hà Nội           | 5  | 3 | 1 | 1 | 6  | 5  | +1  | 10 | Vòng Chung Kết      |
| 3  | Đông Á Thanh Hóa | 5  | 3 | 1 | 1 | 10 | 5  | +5  | 10 | Vòng Chung Kết      |
| 4  | Công An Nhân Dân | 5  | 2 | 1 | 2 | 11 | 6  | +5  | 7  |                     |
| 5  | Phố Hiến         | 5  | 1 | 1 | 3 | 9  | 8  | +1  | 4  |                     |
| 6  | Hải Phòng        | 5  | 0 | 0 | 5 | 3  | 22 | −19 | 0  |                     |

#### Vòng 1
| 08 tháng 11 năm 2022 | U-21 Viettel | 1–0      | U-21 Phố Hiến | Thạch Thất, Hà Nội                             |  |
| 15:00                |              | Chi tiết |               | Sân vận động: Sân 2 Trung tâm thể thao Viettel |  |

| 08 tháng 11 năm 2022 | U-21 Đông Á Thanh Hóa | 2–1      | U-21 Công An Nhân Dân | Thạch Thất, Hà Nội                             |  |
| 15:00                |                       | Chi tiết |                       | Sân vận động: Sân 6 Trung tâm thể thao Viettel |  |

| 08 tháng 11 năm 2022 | U-21 Hà Nội | 1–0      | U-21 Hải Phòng | Thạch Thất, Hà Nội                             |  |
| 13:00                |             | Chi tiết |                | Sân vận động: Sân 6 Trung tâm thể thao Viettel |  |

#### Vòng 2
| 10 tháng 11 năm 2022 | U-21 Hải Phòng | 0–4      | U-21 Đông Á Thanh Hóa | Thạch Thất, Hà Nội                             |  |
| 13:00                |                | Chi tiết |                       | Sân vận động: Sân 6 Trung tâm thể thao Viettel |  |

| 10 tháng 11 năm 2022 | U-21 Công An Nhân Dân | 1–1      | U-21 Viettel | Thạch Thất, Hà Nội                             |  |
| 15:00                |                       | Chi tiết |              | Sân vận động: Sân 2 Trung tâm thể thao Viettel |  |

| 10 tháng 11 năm 2022 | U-21 Phố Hiến | –        | U-21 Hà Nội | Thạch Thất, Hà Nội                             |  |
| 15:00                |               | Chi tiết |             | Sân vận động: Sân 6 Trung tâm thể thao Viettel |  |

#### Vòng 3
| 13 tháng 11 năm 2022 | U-21 Công An Nhân Dân | –        | U-21 Hải Phòng | Thạch Thất, Hà Nội                             |  |
| 15:00                |                       | Chi tiết |                | Sân vận động: Sân 6 Trung tâm thể thao Viettel |  |

| 13 tháng 11 năm 2022 | U-21 Đông Á Thanh Hóa | –        | U-21 Phố Hiến | Thạch Thất, Hà Nội                             |  |
| 13:00                |                       | Chi tiết |               | Sân vận động: Sân 6 Trung tâm thể thao Viettel |  |

| 13 tháng 11 năm 2022 | U-21 Hà Nội | –        | U-21 Viettel | Thạch Thất, Hà Nội                             |  |
| 15:00                |             | Chi tiết |              | Sân vận động: Sân 2 Trung tâm thể thao Viettel |  |

#### Vòng 4
| 16 tháng 11 năm 2022 | U-21 Công An Nhân Dân | –        | U-21 Hải Phòng | Thạch Thất, Hà Nội                             |  |
| 13:00                |                       | Chi tiết |                | Sân vận động: Sân 6 Trung tâm thể thao Viettel |  |

| 16 tháng 11 năm 2022 | U-21 Đông Á Thanh Hóa | –        | U-21 Phố Hiến | Thạch Thất, Hà Nội                             |  |
| 15:00                |                       | Chi tiết |               | Sân vận động: Sân 2 Trung tâm thể thao Viettel |  |

| 16 tháng 11 năm 2022 | U-21 Hà Nội | –        | U-21 Viettel | Thạch Thất, Hà Nội                             |  |
| 15:00                |             | Chi tiết |              | Sân vận động: Sân 6 Trung tâm thể thao Viettel |  |

### Bảng B
Bảng B do CTCP Thể thao Hoàng Anh Gia Lai đăng cai tổ chức gồm các đội: U-21 Đà Nẵng, U-21 Đắk Lắk, U-21 Hoàng Anh Gia Lai, U-21 Khánh Hòa, U-21 Phú Yên và U-21 Quảng Ngãi.

| VT | Đội                   | ST | T | H | B | BT | BB | HS  | Đ  | Giành quyền tham dự |
| -- | --------------------- | -- | - | - | - | -- | -- | --- | -- | ------------------- |
| 1  | Hoàng Anh Gia Lai (H) | 4  | 4 | 0 | 0 | 16 | 2  | +14 | 12 | Vòng Chung Kết      |
| 2  | Khánh Hòa             | 4  | 2 | 1 | 1 | 11 | 3  | +8  | 7  | Vòng Chung Kết      |
| 3  | SHB Đà Nẵng           | 4  | 2 | 1 | 1 | 11 | 3  | +8  | 7  | Vòng Chung Kết      |
| 4  | Phú Yên               | 4  | 1 | 0 | 3 | 3  | 15 | −12 | 3  |                     |
| 5  | Quảng Ngãi            | 4  | 0 | 0 | 4 | 3  | 21 | −18 | 0  |                     |

### Bảng C
Bảng C do Trung tâm huấn luyện và thi đấu Thể dục thể thao Bình Phước đăng cai tổ chức gồm các đội: U-21 Becamex Bình Dương, U-21 Đồng Nai, U-21 Gia Định, U-21 Long An, U-21 Tiền Giang và U-21 Tây Ninh.
| VT | Đội                | ST | T | H | B | BT | BB | HS | Đ | Giành quyền tham dự |
| -- | ------------------ | -- | - | - | - | -- | -- | -- | - | ------------------- |
| 1  | Becamex Bình Dương | 1  | 0 | 0 | 1 | 1  | 2  | −1 | 0 | Vòng Chung Kết      |
| 2  | Tiền Giang         | 1  | 1 | 0 | 0 | 1  | 0  | +1 | 3 | Vòng Chung Kết      |
| 3  | Gia Định           | 1  | 0 | 1 | 0 | 2  | 2  | 0  | 1 |                     |
| 4  | Long An            | 1  | 0 | 1 | 0 | 2  | 2  | 0  | 1 |                     |
| 5  | Đồng Nai           | 1  | 0 | 0 | 1 | 0  | 1  | −1 | 0 |                     |
| 6  | Tây Ninh           | 1  | 0 | 0 | 1 | 0  | 1  | −1 | 0 |                     |

### Bảng D
Bảng D do Liên đoàn bóng đá Bến Tre đăng cai tổ chức gồm các đội: U-21 Bến Tre, U-21 Cần Thơ, U-21 Đồng Tháp, Học viện bóng đá Nutifood, Năng khiếu TP. Hồ Chí Minh.
| VT | Đội                              | ST | T | H | B | BT | BB | HS | Đ | Giành quyền tham dự |
| -- | -------------------------------- | -- | - | - | - | -- | -- | -- | - | ------------------- |
| 1  | Học viện bóng đá Nutifood        | 1  | 1 | 0 | 0 | 8  | 0  | +8 | 3 | Vòng Chung Kết      |
| 2  | Đồng Tháp                        | 1  | 1 | 0 | 0 | 3  | 1  | +2 | 3 | Vòng Chung Kết      |
| 3  | Cần Thơ                          | 0  | 0 | 0 | 0 | 0  | 0  | 0  | 0 |                     |
| 4  | Năng khiếu Thành phố Hồ Chí Minh | 1  | 0 | 0 | 1 | 1  | 3  | −2 | 0 |                     |
| 5  | Bến Tre (H)                      | 1  | 0 | 0 | 1 | 0  | 8  | −8 | 0 |                     |

### Các đội vượt qua vòng loại
| Câu lạc bộ                | Tư cách vượt qua vòng loại | Tham dự vòng chung kết | Thành tích tốt nhất                    |
| ------------------------- | -------------------------- | ---------------------- | -------------------------------------- |
| Sông Lam Nghệ An          | Chủ nhà                    | 17 lần                 | Vô địch (2000, 2001, 2002, 2012, 2014) |
| Hồng Lĩnh Hà Tĩnh         | Chủ nhà                    | 2 lần                  | Hạng ba (2019)                         |
| Viettel                   | Nhất bảng A                | 12 lần                 | Vô địch (1997, 1998, 1999, 2020)       |
| Hà Nội                    | Nhì bảng A                 | 9 lần                  | Vô địch (2013, 2015, 2016, 2018, 2019) |
| Hoàng Anh Gia Lai         | Nhất bảng B                | 14 lần                 | Vô địch (2017)                         |
| Khánh Hòa                 | Nhì bảng B                 | 11 lần                 | Vô địch (2007)                         |
| Becamex Bình Dương        | Nhất bảng C                | 8 lần                  | Á quân (2009, 2011)                    |
| Gia Định                  | Nhì bảng C                 | Lần đầu                | Lần đầu                                |
| Học viện bóng đá Nutifood | Nhất bảng D                | 2 lần                  | Vô địch (2021)                         |
| Đồng Tháp                 | Nhì bảng D                 | 14 lần                 | Á quân (1998)                          |
| Đông Á Thanh Hóa          | Ba bảng A/Ba bảng tốt nhất | 3 lần                  | Vòng bảng (1998, 2000)                 |
| SHB Đà Nẵng               | Ba bảng B/Ba bảng tốt nhất | 18 lần                 | Vô địch (2003, 2008, 2009)             |

1. ↑  Kế thừa thành tích của Thể Công.
2. ↑  Kế thừa thành tích của Khatoco Khánh Hòa trước đây.
3. ↑  Kế thừa thành tích của đội Thanh Hóa trước năm 2010.

## Địa điểm
Các trận đấu của vòng chung kết diễn ra tại hai địa điểm chính: sân vận động Vinh, tỉnh Nghệ An và sân vận động Hà Tĩnh, tỉnh Hà Tĩnh.
| Nghệ An           | Hà Tĩnh              |
| ----------------- | -------------------- |
| Sân vận động Vinh | Sân vận động Hà Tĩnh |
| Sức chứa: 18.000  | Sức chứa: 15.000     |
|                   |                      |

## Đội hình
Các cầu thủ từ 16 đến 21 tuổi (sinh từ ngày 1 tháng 1 năm 2001 đến ngày 31 tháng 12 năm 2006) có đủ điều kiện để tham dự giải đấu. Mỗi đội bóng phải đăng ký một danh sách gồm 18 đến 30 cầu thủ, trong đó có tối thiểu 2 thủ môn (Quy định mục 5.3 và 7.2).

## Vòng bảng
Hai đội bóng đứng đầu mỗi bảng lọt vào vòng bán kết. Lễ bốc thăm chia bảng đã diễn ra vào lúc 14:00 ngày 15 tháng 12 năm 2022 tại hội trường Khách sạn Sài Gòn Kim Liên, thành phố Vinh, tỉnh Nghệ An.
Các tiêu chí xếp hạng
Các đội được xếp hạng theo điểm (3 điểm cho 1 trận thắng, 1 điểm cho 1 trận hòa và 0 điểm cho 1 trận thua), và nếu bằng điểm, các tiêu chí sau đây sẽ được áp dụng theo thứ tự, để xác định thứ hạng:
1. Điểm trong các trận đối đầu trực tiếp giữa các đội bằng điểm;
2. Hiệu số bàn thắng thua trong các trận đối đầu trực tiếp giữa các đội bằng điểm;
3. Số bàn thắng ghi được trong các trận đối đầu trực tiếp giữa các đội bằng điểm;
4. Nếu có nhiều hơn hai đội bằng điểm, và sau khi áp dụng tất cả các tiêu chí đối đầu ở trên, một nhóm nhỏ các đội vẫn còn bằng điểm nhau, tất cả các tiêu chí đối đầu ở trên được áp dụng lại cho riêng nhóm này;
5. Hiệu số bàn thắng thua trong tất cả các trận đấu bảng;
6. Số bàn thắng ghi được trong tất cả các trận đấu bảng;
7. Sút luân lưu nếu chỉ có hai đội bằng nhau và gặp nhau trong lượt trận cuối của bảng;
8. Điểm kỷ luật (thẻ vàng = –1 điểm, thẻ đỏ gián tiếp = –3 điểm, thẻ đỏ trực tiếp = –3 điểm, thẻ vàng và thẻ đỏ trực tiếp = –4 điểm);
9. Bốc thăm.

### Bảng A
| VT | Đội                   | ST | T | H | B | BT | BB | HS | Đ | Giành quyền tham dự                |
| -- | --------------------- | -- | - | - | - | -- | -- | -- | - | ---------------------------------- |
| 1  | SHB Đà Nẵng           | 3  | 2 | 0 | 1 | 6  | 7  | −1 | 6 | Vòng đấu loại trực tiếp            |
| 2  | Hoàng Anh Gia Lai (Y) | 3  | 1 | 1 | 1 | 2  | 2  | 0  | 4 | Vòng đấu loại trực tiếp            |
| 3  | Đông Á Thanh Hóa      | 3  | 0 | 2 | 1 | 3  | 4  | −1 | 2 | Vòng đấu loại trực tiếp            |
| 4  | Sông Lam Nghệ An (H)  | 3  | 0 | 0 | 3 | 0  | 9  | −9 | 0 | Bị truất quyền tham dự vòng tứ kết |

1. ↑  Sông Lam Nghệ An bị loại khỏi giải đấu do sử dụng cầu thủ Phan Bá Quyền không đủ điều kiện thi đấu (cầu thủ này đã chơi cho 3 câu lạc bộ khác nhau trong một mùa giải). Trước đó, họ giành 4 điểm sau 3 lượt trận với các trận thắng Đà Nẵng 4–1, hoà Thanh Hoá 1–1 và thua Hoàng Anh Gia Lai 0–1.

| Hoàng Anh Gia Lai | 0–0      | Đông Á Thanh Hóa |
| ----------------- | -------- | ---------------- |
|                   | Chi tiết |                  |

| Sông Lam Nghệ An                                                    | 4–1      | SHB Đà Nẵng           |
| ------------------------------------------------------------------- | -------- | --------------------- |
| - Hồ Khắc Lương 20' - Đinh Xuân Tiến 30', 53' - Trần Quốc Thành 50' | Chi tiết | Thanh Tài 64' (ph.đ.) |

| SHB Đà Nẵng                            | 2–1      | Hoàng Anh Gia Lai |
| -------------------------------------- | -------- | ----------------- |
| Lương Duy Cương 34' · Phạm Văn Hữu 48' | Chi tiết | Cao Hoàng Tú 38'  |

| Đông Á Thanh Hóa            | 1–1      | Sông Lam Nghệ An   |
| --------------------------- | -------- | ------------------ |
| Nguyễn Công Sơn 34' (ph.đ.) | Chi tiết | Đinh Xuân Tiến 28' |

| Hoàng Anh Gia Lai        | 1–0      | Sông Lam Nghệ An |
| ------------------------ | -------- | ---------------- |
| Vương Văn Huy 78' (l.n.) | Chi tiết |                  |

| SHB Đà Nẵng                                 | 3–2      | Đông Á Thanh Hóa               |
| ------------------------------------------- | -------- | ------------------------------ |
| Đại Nghĩa 22' (l.n.) · Võ Minh Đan 62', 82' | Chi tiết | Hà Minh Đức 6' · Hùng Mạnh 52' |

### Bảng B
| VT | Đội                   | ST | T | H | B | BT | BB | HS | Đ | Giành quyền tham dự     |
| -- | --------------------- | -- | - | - | - | -- | -- | -- | - | ----------------------- |
| 1  | Becamex Bình Dương    | 3  | 3 | 0 | 0 | 7  | 3  | +4 | 9 | Vòng đấu loại trực tiếp |
| 2  | Hà Nội                | 3  | 2 | 0 | 1 | 7  | 3  | +4 | 6 | Vòng đấu loại trực tiếp |
| 3  | Học viện Nutifood (K) | 3  | 1 | 0 | 2 | 4  | 5  | −1 | 3 |                         |
| 4  | Khánh Hoà             | 3  | 0 | 0 | 3 | 3  | 10 | −7 | 0 |                         |

| Hà Nội                                            | 2–0      | Học viện Nutifood |
| ------------------------------------------------- | -------- | ----------------- |
| Nguyễn Văn Tùng 45+1' (ph.đ.) · Nguyễn Anh Tú 80' | Chi tiết |                   |

| Becamex Bình Dương      | 3–1      | Khánh Hoà    |
| ----------------------- | -------- | ------------ |
| Bùi Vĩ Hào 8', 42', 81' | Chi tiết | Minh Lợi 12' |

| Hà Nội                                                                        | 4–1      | Khánh Hoà     |
| ----------------------------------------------------------------------------- | -------- | ------------- |
| Nam Trường 49' · Vũ Văn Sơn 63' · Nguyễn Văn Trường 73' · Nguyễn Văn Tùng 80' | Chi tiết | Minh Kiên 33' |

| Becamex Bình Dương          | 2–1      | Học viện Nutifood                |
| --------------------------- | -------- | -------------------------------- |
| Võ Hoàng Minh Khoa 36', 55' | Chi tiết | Nguyễn Hoàng Phúc Hậu 15' (l.n.) |

| Hà Nội             | 1–2      | Becamex Bình Dương                 |
| ------------------ | -------- | ---------------------------------- |
| Hoàng Văn Tuyến 4' | Chi tiết | Thành Kiên 45+3' · Lưu Tự Nhân 70' |

| Khánh Hoà   | 1–3      | Học viện Nutifood                              |
| ----------- | -------- | ---------------------------------------------- |
| Duy Nam 36' | Chi tiết | Khánh Duy 6' · Thanh Khôi 25' · Quốc Cường 34' |

### Bảng C
| VT | Đội                   | ST | T | H | B | BT | BB | HS | Đ | Giành quyền tham dự     |
| -- | --------------------- | -- | - | - | - | -- | -- | -- | - | ----------------------- |
| 1  | Gia Định (K)          | 3  | 2 | 0 | 1 | 9  | 2  | +7 | 6 | Vòng đấu loại trực tiếp |
| 2  | Hồng Lĩnh Hà Tĩnh (H) | 3  | 2 | 0 | 1 | 3  | 2  | +1 | 6 | Vòng đấu loại trực tiếp |
| 3  | Viettel               | 3  | 2 | 0 | 1 | 3  | 3  | 0  | 6 | Vòng đấu loại trực tiếp |
| 4  | Đồng Tháp             | 3  | 0 | 0 | 3 | 1  | 9  | −8 | 0 |                         |

| Hồng Lĩnh Hà Tĩnh                                | 2–1      | Đồng Tháp     |
| ------------------------------------------------ | -------- | ------------- |
| Nguyễn Đình Bắc 90+2' · Minh Quang 90+5' (ph.đ.) | Chi tiết | Thành Lợi 68' |

| Gia Định                                        | 3–1      | Viettel     |
| ----------------------------------------------- | -------- | ----------- |
| Nguyễn Thành Công 53', 55' · Đỗ Tấn Thành 90+1' | Chi tiết | Hữu Nam 10' |

| Đồng Tháp | 0–6      | Gia Định                                                                             |
| --------- | -------- | ------------------------------------------------------------------------------------ |
|           | Chi tiết | Đặng Ngọc Đức 18', 90+3' · Gia Huy 25' · Tấn Thành 46' · Văn Bum 62' · Thế Phong 80' |

| Viettel           | 1–0      | Hồng Lĩnh Hà Tĩnh |
| ----------------- | -------- | ----------------- |
| Nguyễn Văn Tú 24' | Chi tiết |                   |

| Đồng Tháp | 0–1      | Viettel              |
| --------- | -------- | -------------------- |
|           | Chi tiết | Nguyễn Hồng Phúc 75' |

| Hồng Lĩnh Hà Tĩnh   | 1–0      | Gia Định |
| ------------------- | -------- | -------- |
| Nguyễn Đình Bắc 69' | Chi tiết |          |

## Vòng đấu loại trực tiếp
Trong vòng đấu loại trực tiếp, loạt sút luân lưu sẽ được sử dụng để quyết định đội thắng nếu hòa sau 90 phút chính thức (không có hiệp phụ).

### Tứ kết
| SHB Đà Nẵng | 0–1      | Viettel           |
| ----------- | -------- | ----------------- |
|             | Chi tiết | Phan Tuấn Tài 11' |

| Becamex Bình Dương                                            | 0–0      | Hoàng Anh Gia Lai                                 |
| ------------------------------------------------------------- | -------- | ------------------------------------------------- |
|                                                               | Chi tiết |                                                   |
| Loạt sút luân lưu                                             |          |                                                   |
| - Hà Trung Hậu - Bùi Vĩ Hào - Võ Đức Duy - Võ Hoàng Minh Khoa | 4−1      | - Phan Du Học - Hoàng Minh Tiến - Trần Thanh Phát |

| Gia Định | Hủy (xử thua) | Hà Nội |
| -------- | ------------- | ------ |
|          | Chi tiết      |        |

| Đông Á Thanh Hóa                                     | 0–0      | Hồng Lĩnh Hà Tĩnh                                                   |
| ---------------------------------------------------- | -------- | ------------------------------------------------------------------- |
|                                                      | Chi tiết |                                                                     |
| Loạt sút luân lưu                                    |          |                                                                     |
| - Nguyễn Hùng Mạnh - Bá Tiến - Ngọc Mỹ - Minh Nguyên | 3−1      | - Nguyễn Minh Quang - Văn Bảy - Nguyễn Ngọc Thắng - Nguyễn Đình Bắc |

### Bán kết
| Viettel             | 1–3      | Hà Nội                                                |
| ------------------- | -------- | ----------------------------------------------------- |
| Nguyễn Hữu Tuấn 67' | Chi tiết | Nguyễn Văn Tùng 48', 81' · Nguyễn Hữu Tuấn 74' (l.n.) |

| Becamex Bình Dương                                   | 3–2      | Đông Á Thanh Hóa                             |
| ---------------------------------------------------- | -------- | -------------------------------------------- |
| Bùi Vĩ Hào 45', 50' · Võ Hoàng Minh Khoa 77' (ph.đ.) | Chi tiết | Nguyễn Công Sơn 61' (ph.đ.) · Đình Huyên 85' |

### Chung kết
| Hà Nội           | 1–0      | Becamex Bình Dương |
| ---------------- | -------- | ------------------ |
| Ngô Sĩ Chinh 60' | Chi tiết |                    |

## Thống kê

### Vô địch
| Vô địch Giải bóng đá Vô địch U-21 Quốc gia 2022 |
| ----------------------------------------------- |
| Hà Nội Lần thứ 6                                |

### Các giải thưởng
Các giải thưởng dưới đây đã được trao sau khi giải đấu kết thúc:
| Vua phá lưới                    | Cầu thủ xuất sắc nhất      | Thủ môn xuất sắc nhất                   | Giải phong cách |
| ------------------------------- | -------------------------- | --------------------------------------- | --------------- |
| Bùi Vĩ Hào (Becamex Bình Dương) | Nguyễn Văn Trường (Hà Nội) | Phan Văn Đông Điền (Becamex Bình Dương) | Viettel         |

### Đội hình tiêu biểu
Đội hình tiêu biểu của giải đấu, do ban tổ chức bình chọn, là đội hình gồm những cầu thủ thi đấu ấn tượng nhất tại các vị trí được chọn lựa trong giải đấu.
| Cầu thủ                                 | Cầu thủ                                | Cầu thủ                                 | Cầu thủ                    |
| Thủ môn                                 | Hậu vệ                                 | Tiền vệ                                 | Tiền đạo                   |
| --------------------------------------- | -------------------------------------- | --------------------------------------- | -------------------------- |
| Phan Văn Đông Điền (Becamex Bình Dương) | Trần Văn Thắng (Hà Nội)                | Khuất Văn Khang (Viettel)               | Nguyễn Văn Trường (Hà Nội) |
| Phan Văn Đông Điền (Becamex Bình Dương) | Vũ Văn Sơn (Hà Nội)                    | Võ Hoàng Minh Khoa (Becamex Bình Dương) | Nguyễn Văn Trường (Hà Nội) |
| Phan Văn Đông Điền (Becamex Bình Dương) | Nguyễn Thành Kiên (Becamex Bình Dương) | Bùi Vĩ Hào (Becamex Bình Dương)         | Nguyễn Văn Tùng (Hà Nội)   |
| Phan Văn Đông Điền (Becamex Bình Dương) | Phan Tuấn Tài (Viettel)                | Nguyễn Anh Tú (Hà Nội)                  | Nguyễn Văn Tùng (Hà Nội)   |

### Cầu thủ ghi bàn
Đã có 64 bàn thắng ghi được trong 24 trận đấu, trung bình 2.67 bàn thắng mỗi trận đấu.